# Emilio Lascano Tegui
Emilio Lascano Tegui, o Vizconde de Lascano Tegui, (Concepción del Uruguay, Entre Ríos, 19 de marzo de 1887 - Buenos Aires, 23 de abril de 1966) fue un escritor, pintor y diplomático argentino.

## Biografía
Fue hijo de padre argentino y madre uruguaya. El político radical Juan José Frugoni lo inició en la poesía al enseñarle métrica. Al poco tiempo, entre 1905 y 1907, compuso sus primeros discursos públicos en octosílabos rimados provocando la risa de quienes lo oían.
En 1908 viajó a Europa como traductor de la Oficina Internacional de Correos y se dedicó a recorrer a pie Francia, Italia y el norte de África. Durante esa etapa, en compañía de Fernán Félix de Amador, se dedicó a la poesía mientras se aficionaba a los viajes. Fue entonces cuando decidió modificar su apellido de origen vasco y transformarlo en uno compuesto y, en el año 1909 aproximadamente, le antepuso el título de vizconde con el que firmaría su primer libro: La sombra de la Empusa, publicado en mayo de 1910.
Fue en 1914 cuando decidió establecerse en París, donde se hizo amigo de Picasso y Apollinaire, y ejerció de mecánico dental durante la Primera Guerra Mundial. A lo largo de su vida tuvo diversos trabajos. Fue pintor muralista, cocinero y conservador de museo. En 1923 fue designado cónsul en Caracas y en 1940 en Los Ángeles donde permaneció hasta 1944.
Vivió sus últimos años en Buenos Aires, donde falleció el 23 de abril de 1966. 

## Obras
- La sombra de la Empusa, París, 1910
- El árbol que canta..., Buenos Aires: Tierras de Marco Polo, 1912
- De la elegancia mientras se duerme, 1925
- El libro celeste, Buenos Aires: Viau & Zona, 1936
- Álbum de familia, Buenos Aires: Viau & Zona, 1936
- Muchacho de San Telmo, Buenos Aires: Guillermo Kraft, 1944 (ilustrado por Alejandro Sirio)